# Burg Goldbeck
Die Burg Goldbeck befindet sich am südlichen Rand der gleichnamigen Ortschaft. Goldbeck ist ein Ortsteil der Stadt Wittstock/Dosse im Landkreis Ostprignitz-Ruppin in Brandenburg. Die Burg ist denkmalgeschützt.

## Anlage
Bei der Burg handelt es sich um eine ehemalige Wasserburg, deren heute trockener Graben früher von der Dosse gespeist wurde. Die Anlage wurde im Laufe der Jahrhunderte immer wieder umgebaut und dabei dem jeweiligen Zeitgeschmack angepasst.
Als Besonderheit ist eine neben dem eigentlichen Tor befindliche schmale Durchgangspforte zu erwähnen. Hierbei handelt es sich um die einzige in Brandenburg noch vorhandene Ein-Mann-Schlupfpforte.

## Geschichte
Der Ort Goldbeck wird erstmals in einer Urkunde aus dem Jahre 1247 erwähnt. Er befand sich zu dieser Zeit im Besitz der Herren von Werle.
In den Auseinandersetzungen zwischen dem Markgrafen Otto V. von Brandenburg und den Herren von Werle im Jahre 1276 unterlagen die Herren von Werle. Das Gebiet um Goldbeck kam zur Herrschaft Ruppin der Grafen von Lindow-Ruppin, die jedoch die Lehnsherrschaft der Bischöfe von Havelberg anerkennen mussten. Um 1300 ließen die Grafen von Lindow-Ruppin zur Sicherung ihrer Herrschaft eine Wasserburg erbauen, die urkundlich erstmals 1325 genannt wird.
1424 diente die Burg den Raubrittern Hans von Bosel und Klaus von Königsmark als Aufenthaltsort.
Mit dem Aussterben der Grafen von Lindow-Ruppin kam die Burg 1524 als bischöfliches Lehen an den Kurfürsten Joachim I. Um 1548 wird Johann Gans Edler von Putlitz vom Kurfürsten Joachim II. als Verwalter der Burg eingesetzt.

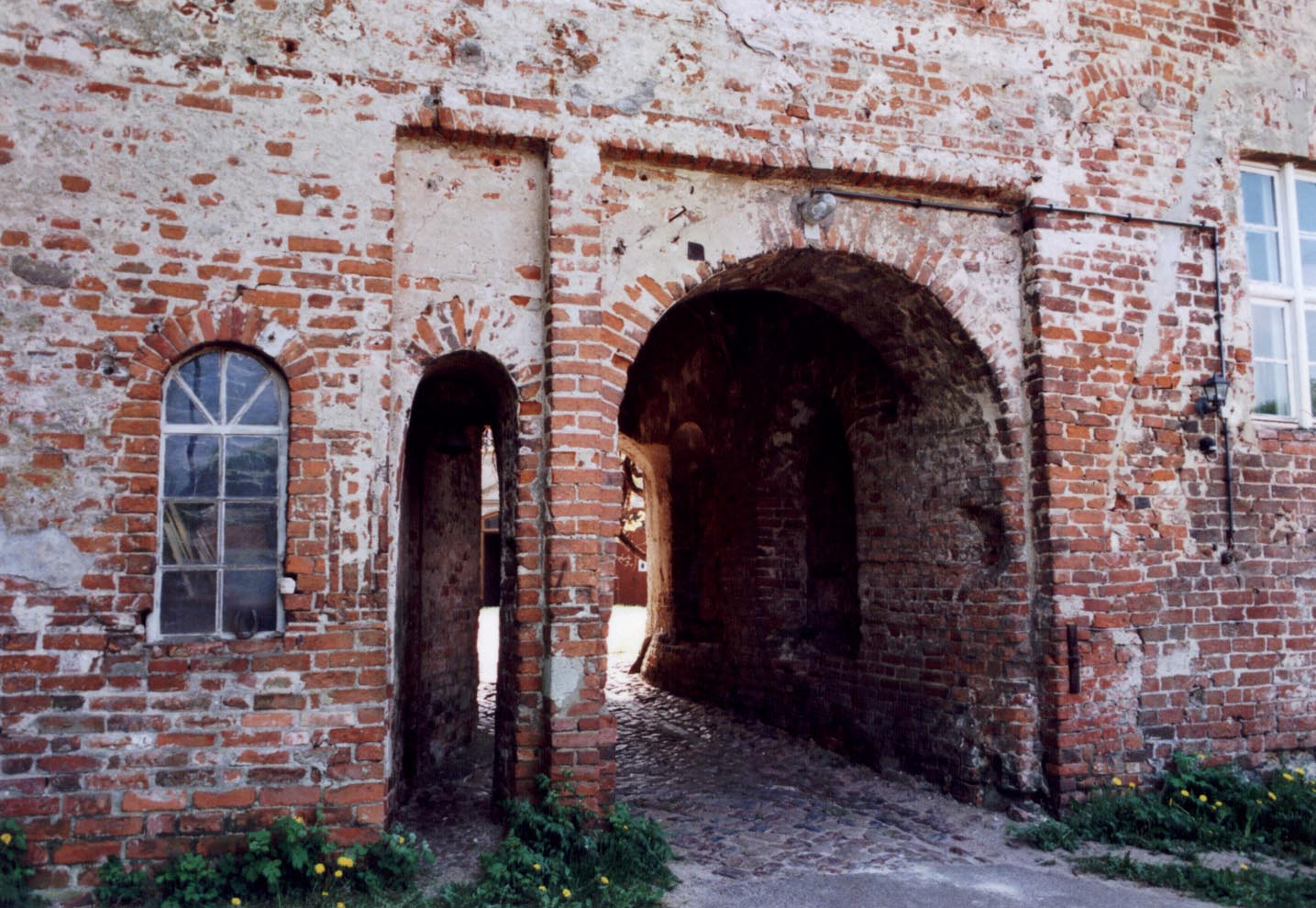
Tor mit Schlupfpforte (2007)
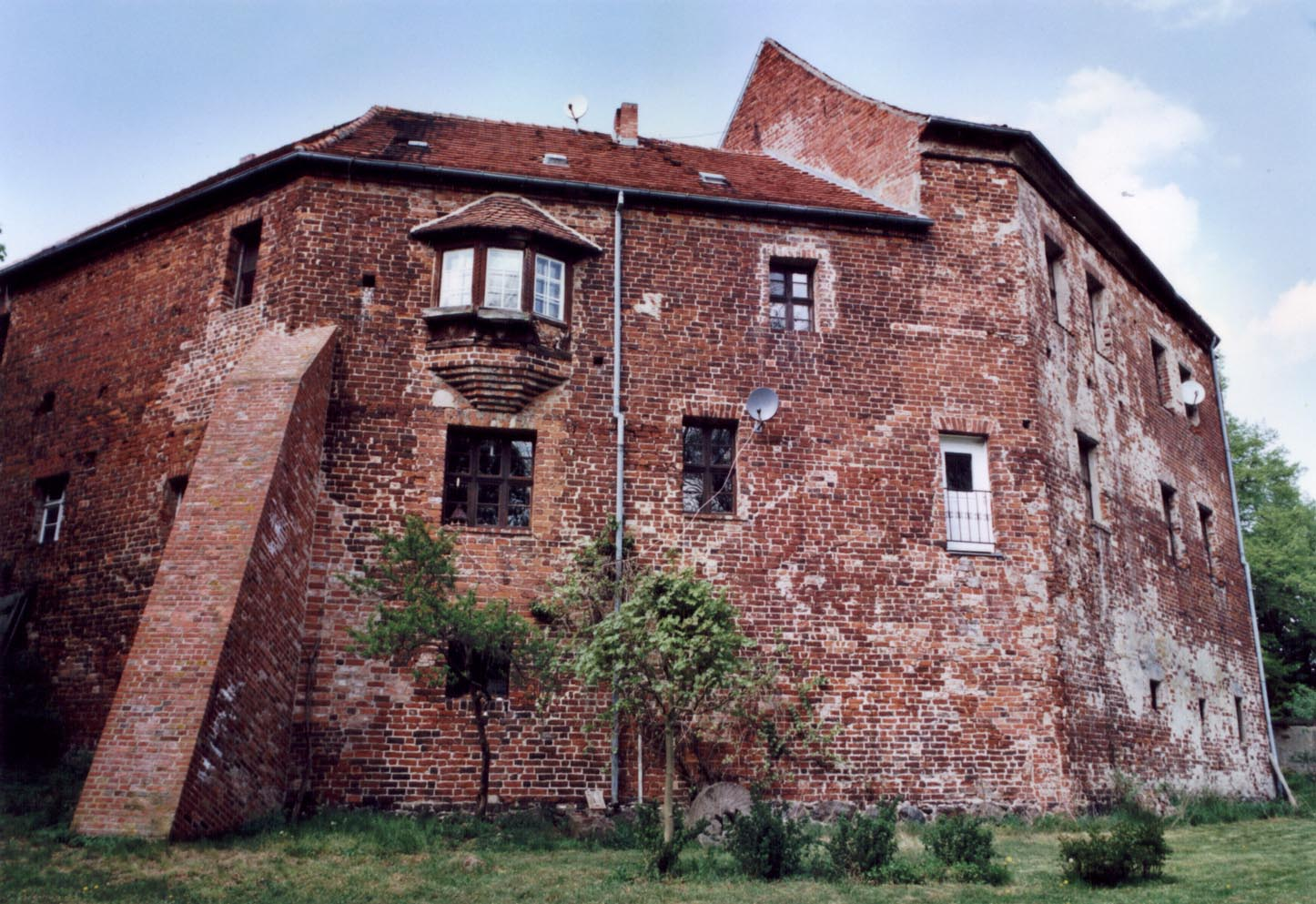
Südseite (2007)
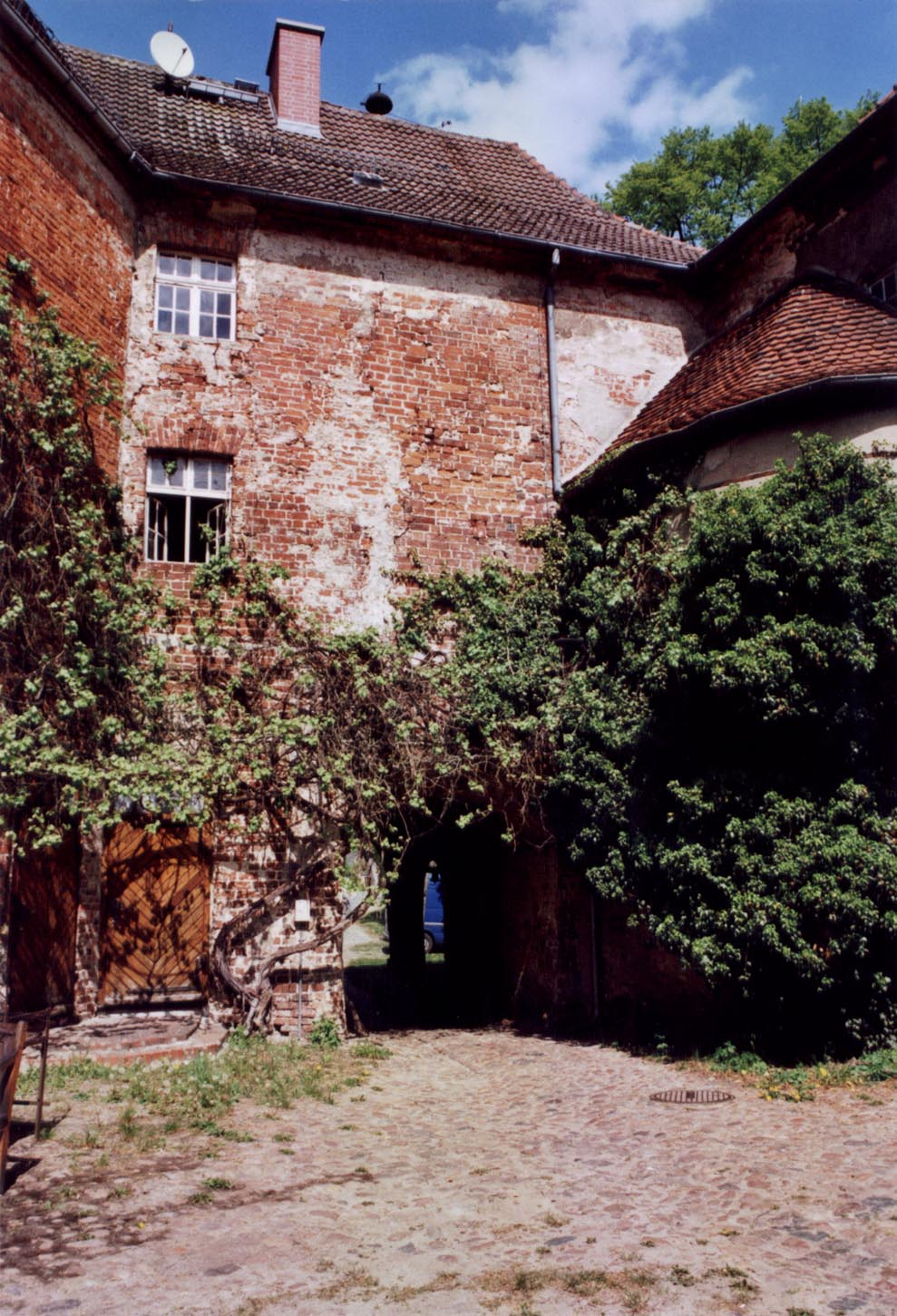
Tor vom Burghof aus (2007)
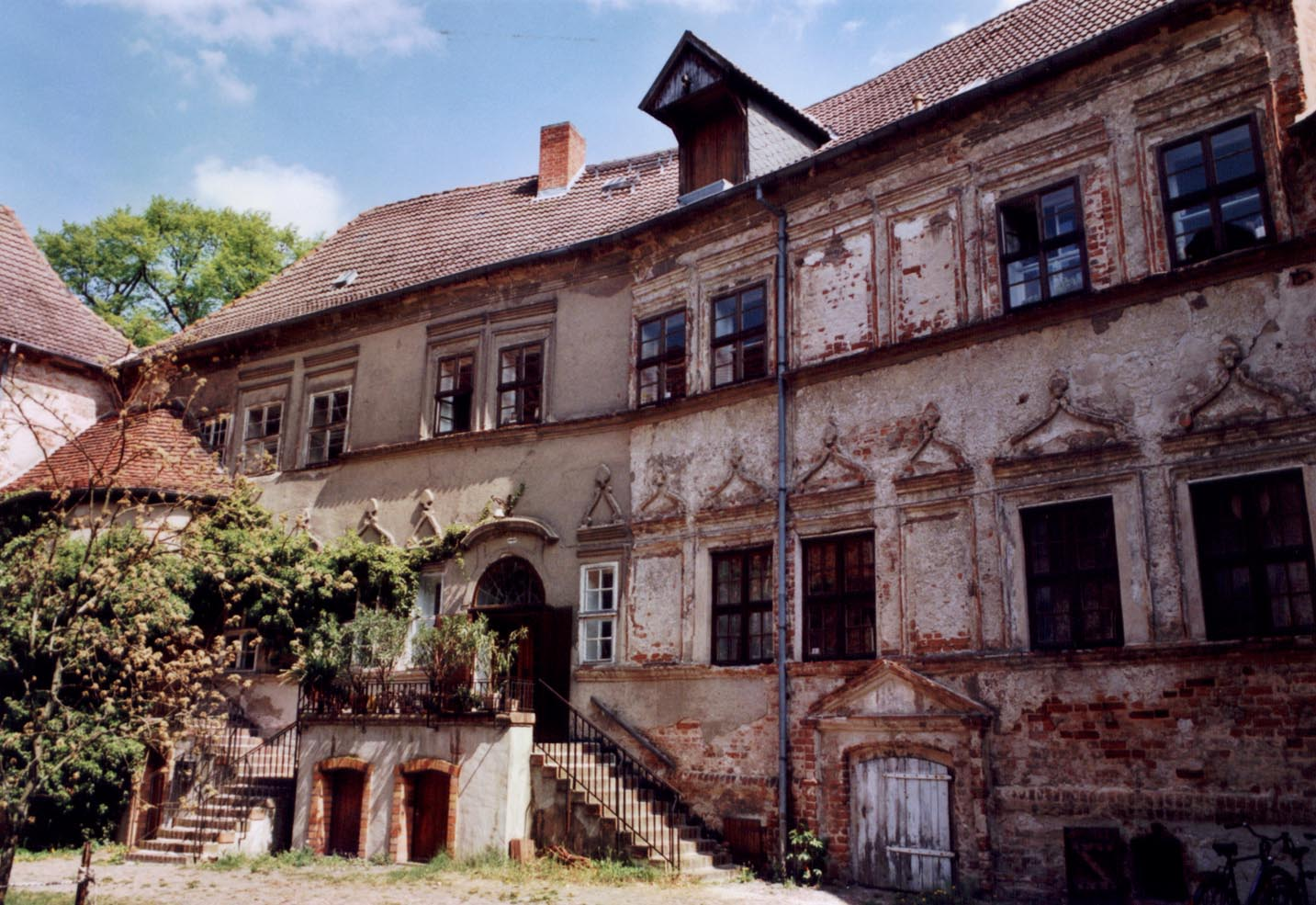
Südseite vom Burghof aus (2007)

2016 sollte der Kunst- und Kulturförderverein Land-Stadt-Wittstock einen Raum in der Burg erhalten.